# Castleberry
Castleberry è un comune degli Stati Uniti d'America situato nella contea di Conecuh dello Stato dell'Alabama.